# NGC 911
NGC 911 é uma galáxia elíptica (E) localizada na direcção da constelação de Andromeda. Possui uma declinação de +41° 57' 24" e uma ascensão recta de 2 horas, 25 minutos e 42,4 segundos.
A galáxia NGC 911 foi descoberta em 30 de Outubro de 1878 por Édouard Jean-Marie Stephan.